# Pozzo Strada
Pozzo Strada (Podëstrà in piemontese, pronuncia [pʊdəstˈra]; Puteum Stratae o Puteum Stratæ in latino) è un quartiere ubicato a ovest di Torino, ai confini col comune di Grugliasco, ed appartenente alla Circoscrizione 3, insieme con Borgata Lesna, Cenisia, Borgo San Paolo, Cit Turin.
È delimitato:
- a nord da corso Francia (quartiere Parella, Circoscrizione 4)
- a est da corso Trapani (confine con Cenisia e Borgo San Paolo)
- a ovest da via Thures (confine col comune di Grugliasco)
- a sud da strada della Pronda (Borgata Lesna) e da via Tirreno (confine con Mirafiori Nord)

## Storia

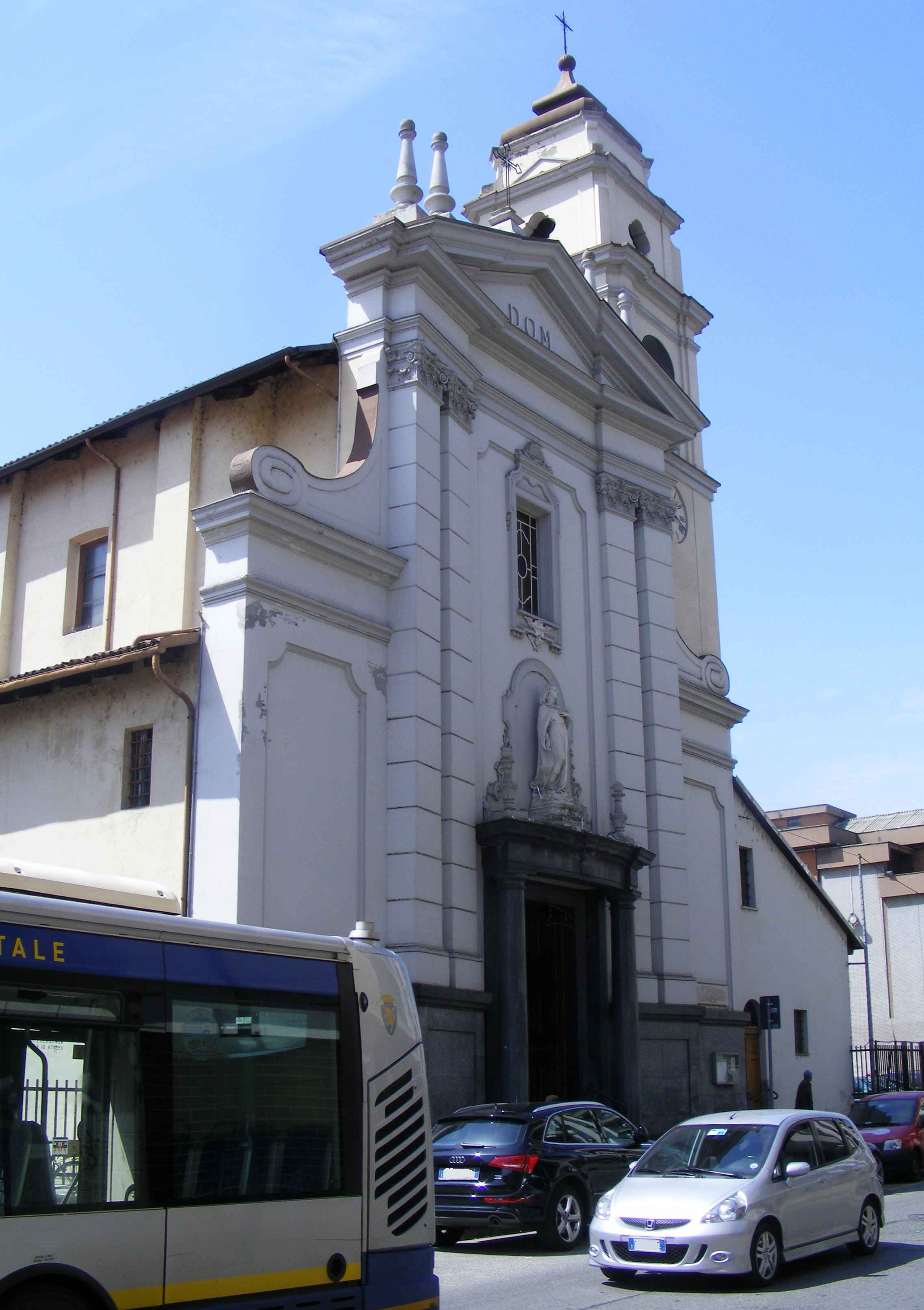
L'attuale chiesa di Pozzo Strada, intitolata alla Natività di Maria Vergine e situata in Via Bardonecchia

Il nome deriva dal latino Puteum Stratæ, dicitura che compare a più riprese nella storia. In un documento del 930 infatti, si descrive questa zona occidentale della città con la presenza di un "pozzo", di un pilone, di alcune abitazioni e una "strada" principale di pellegrinaggio, identificata poi con l'antico tratto viabile di Pronda/Via Monginevro, connessa a Strada Antica di Rivoli, l'attuale via Bardonecchia e via Vandalino (la romana via Cozia), e che, con la strada antica di Cenisia, arrivava direttamente alla Porta Segusina di Torino.

Nel 1191 poi, un certo Guglielmo di Ripulis si propose di far omaggio all'abate di San Solutore, passando davanti a una chiesa, identificata nell'attuale Natività di Maria Vergine vicino a Largo Bardonecchia; qui furono ritrovati almeno due antichi pozzi, che confermano la validità del nome. Nel 1498 si attestò tale chiesa come priorato del Sanctum Sepulcrum Puteo Stratæ, in gestione ai monaci camaldolesi benedettini, e divenuto poi monastero.
Nel XVII secolo, il monastero fu affidato all'Ordine Mauriziano, che lo titolò a Maria Vergine dei Dolori, poi rinominato Natività di Maria Vergine nel secolo successivo, mentre le abitazioni si formarono gradualmente intorno alla struttura religiosa, fino a far nascere un vero e proprio rione. Nello stesso periodo, alcuni nobili fecero erigere Villa La Serena, con tanto di cappella privata, nella zona di via Sacra di San Michele/via Fattori.

Scrive Amedeo Grossi: 
Nel XX secolo poi, il rione Pozzo Strada si unì praticamente con l'adiacente Borgo San Paolo, a formare un unico borgo industriale, con la nascita di fabbriche come la Lancia, la Bertone, la Viberti, e molte altre.

Tali grandi aree industriali, progressivamente dismesse dagli anni '70 del novecento, sono state sostituite da edifici residenziali e commerciali che hanno mutato profondamente il volto del quartiere.  

### Il ritrovamento del pozzo
Nell'aprile del 2023, all'interno della Chiesa della Natività di Maria Vergine, è stato ritrovato il pozzo dal quale il quartiere prende nome.

### La leggenda del cieco di Briançon
Nel 1104, un cieco proveniente da Briançon di nome Giovanni Ravacchio, recatosi in pellegrinaggio a Torino transitò proprio per la via della antica chiesa di Puteum Stradae, e ivi ebbe una miracolosa visione della Madonna, che gli diede precise indicazioni riguardo al recupero di una sacra icona mariana presso i sotterranei della chiesa torinese di Sant'Andrea. Il quadro fu effettivamente ritrovato nel punto esatto indicato, il cieco riacquistò miracolosamente la vista, mentre dalla chiesa torinese di Sant'Andrea sorgerà l'attuale Santuario della Consolata.

## Il quartiere

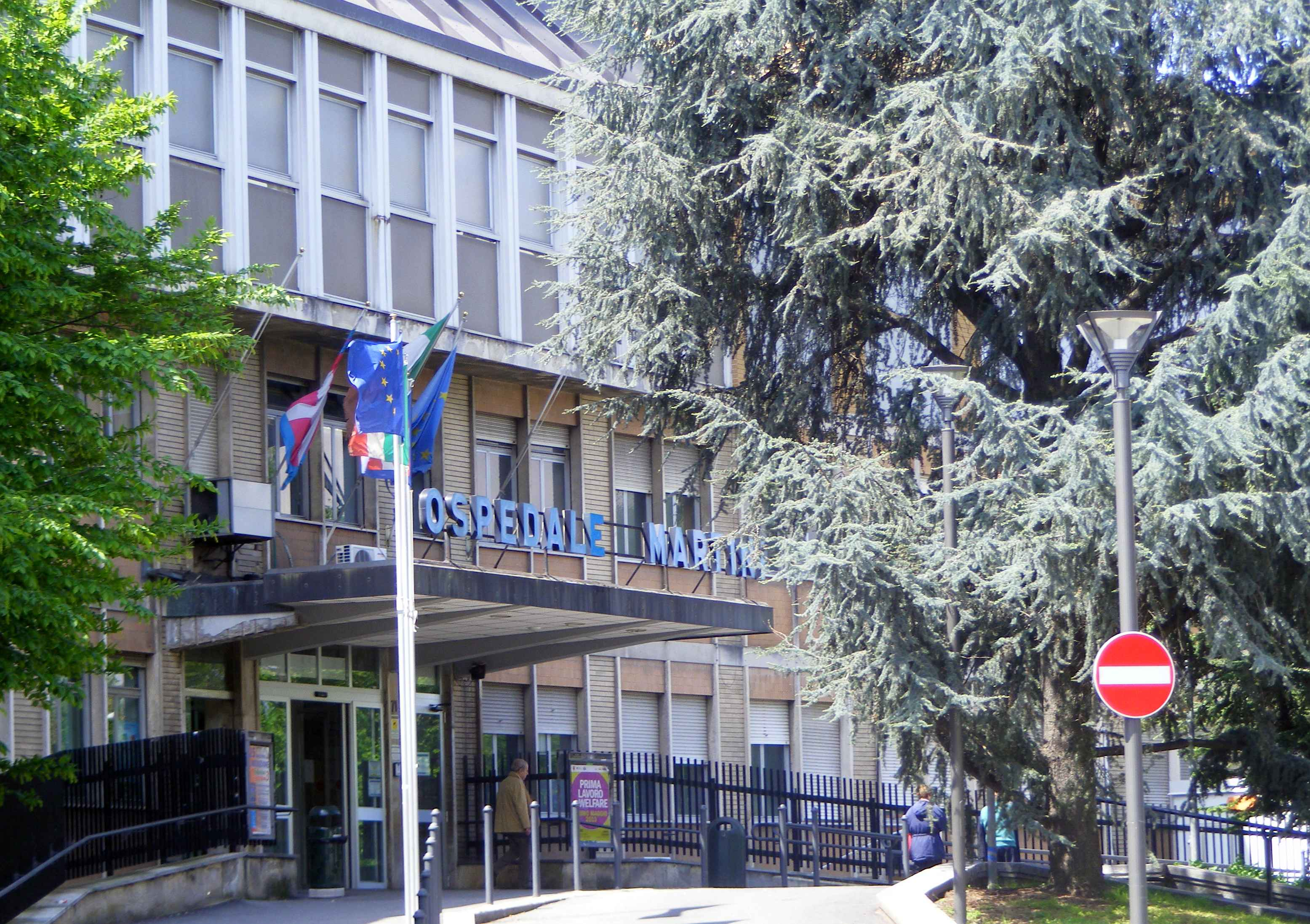
Ospedale "Martini"

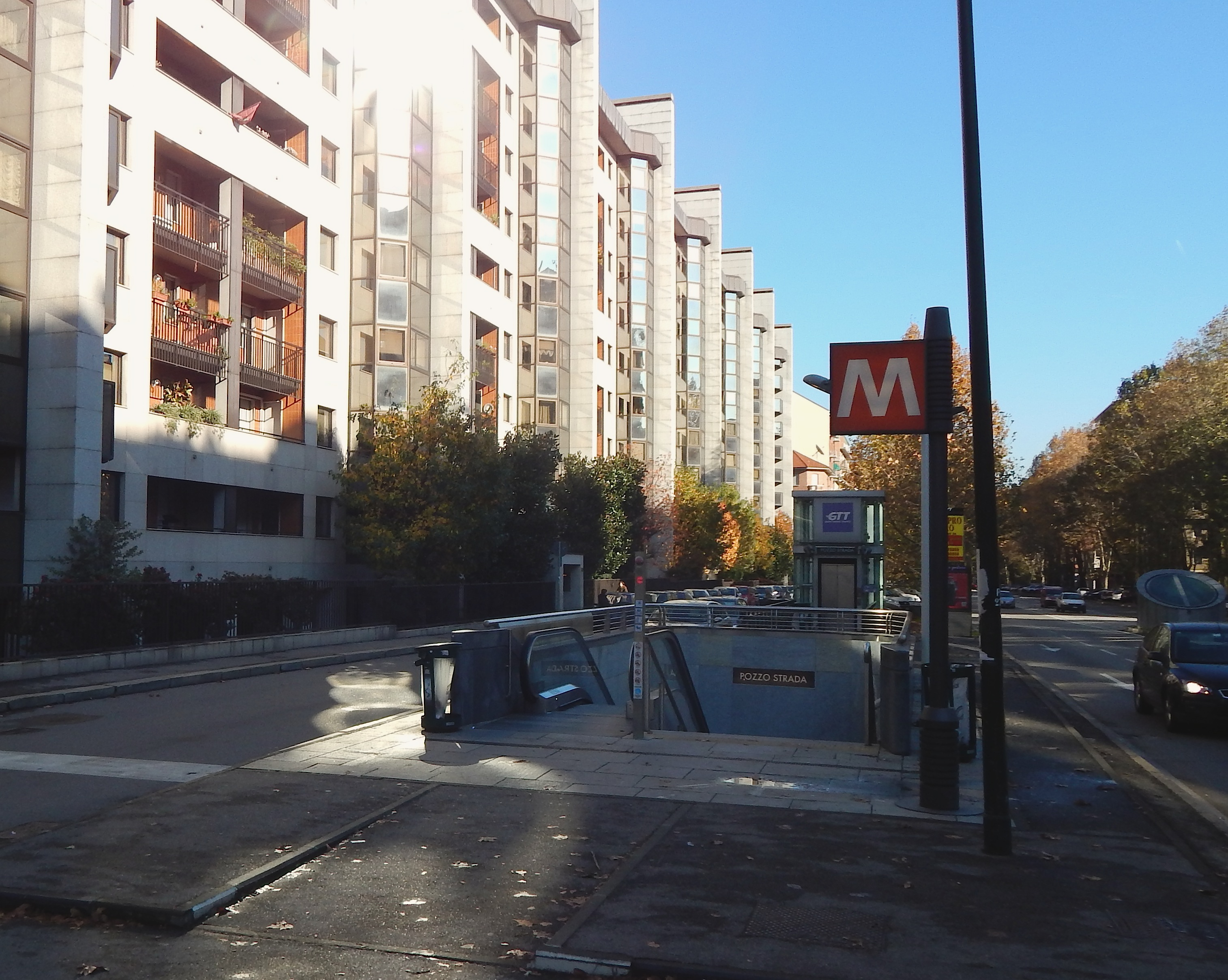
L'accesso alla stazione di metropolitana Pozzo Strada

### Luoghi di interesse
- Chiesa della Natività di Maria Vergine, sita in via Bardonecchia, 161 angolo via Marsigli, con annesso oratorio (cappelletta mariana all'angolo) e scuola. Con imponente facciata barocca del 1712-1770 per volere di Vittorio Amedeo II di Savoia, la primitiva struttura andò distrutta durante l'assedio di Torino del 1706. Si trattava di un sito religioso risalente addirittura al XII secolo, più volte ampliato col vecchio nome di Santa Maria di Pozzo Strada o Santa Maria del Sepolcro (1498). Il cimitero annesso, sconsacrato nel XX secolo, fece parte del set di Torino nera, film con Bud Spencer del 1972. Nel cortile parrocchiale è presente un pozzo del X secolo (verosimilmente il pozzo che ha dato il nome al quartiere)[4]
- Chiesa di Gesù Buon Pastore, sita in via Matilde Serao 30, edificata tra il 1958 e il 1965, di stile moderno misto a razionalista.
- Parco Ruffini, ai confini col quartiere Borgo San Paolo, parco cittadino di medie proporzioni tanto che, in passato, fu soprannominato il "Valentino nuovo", con all'interno il PalaRuffini e lo Stadio Primo Nebiolo
- Caserma Cavour, situata tra via Fornaca, via Monginevro, via De Santis e con ingresso su Corso Brunelleschi. Nacque nel 1932 per il Reggimento genio ferrovieri anche se nel tempo, si alternarono anche altri reparti corpi militari; dal 2002 è destinata al 32º Reggimento genio guastatori alpino
- CIE (Centro di identificazione ed espulsione), istituito agli inizi del 2003 dalla Croce Rossa Italiana per accogliere le ondate di immigrazione straniera in Torino. Il comprensorio si trova in Corso Brunelleschi, 132, presso l'area militare sud della suddetta caserma Cavour, sorta come ampliamento di officine e autorimesse della stessa nel lontano 1934, tra via Mazzarello, via Monginevro e Corso Brunelleschi. All'interno del comprensorio, delimitato da alti muri, alcune palazzine-dormitori; più a sud, un piccolo parco cintato proprietà della residenza di Corso Brunelleschi, 230 (costruita nel 1955), che si estende fino alla linea della Ferrovia del Frejus. Poco distante, un altro piccolo comprensorio militare, il "De Santis", situato su Via Santa Maria Mazzarello 42-70, già lato di Borgata Lesna, e sempre ad uso del 32º Reggimento genio guastatori alpino
- Giardino Vittime di Beslan, realizzato nel 2002 tra Corso Peschiera, via Sacra di S. Michele e via Sant'Antonino, sull'area liberatasi dopo la bonifica dell'ex stabilimento "Capamianto" (1911-1996)
- Giardino, con relativa area giochi, intitolato il 24/03/2011 allo scrittore Italo Calvino, tra via Val Lagarina e via Chanoux[5]
- L'ampia area verde, con giochi per bambini, tra via Vasile Alecsandri, via Marsigli e via R.Carriera è stata intitolata nel febbraio 2015 a Luigi Chignolo, antifascista, già Consigliere del Comune di Torino[6]
- Pista ciclabile a due corsie, aperta dal maggio 1979, che unisce il Parco Ruffini al Parco della Pellerina lungo Corso Monte Cucco e Corso Monte Grappa
- La piazza situata tra via Vandalino e via Michele Rua è stata dedicata dal comune di Torino in data 30/11/2017 al sociologo Mauro Rostagno, vittima della mafia[7]
- Cascine: numerose nel paesaggio del quartiere dovevano essere, in passato, le cascine: testimonianze di tale periodo sono ancora visibili presso le ancora esistenti Bussone-Dentis e Teghillo. Lentamente la nuova edilizia ha soffocato ciò che rimaneva del periodo precedente, tanto che oggi molte di queste cascine sono inglobate nel tessuto urbano.

### Servizi pubblici
- Ospedale "Martini", collocato in un edificio di sei piani in via Tofane 71, costruito dal 1967 a fine 1969 ed inaugurato il 1 dicembre 1970, assicura l'assistenza a pazienti affetti da varie patologie in fase acuta ed è organizzato in dipartimenti dedicati alle varie specialità della pratica ospedaliera tra le quali, oltre al pronto soccorso, quelle di cardiologia, geriatria, ostetricia, pediatria e neurologia[8]

- Piscina comunale Trecate, in via Alecsandri Vasile 29, comprende oltre alle classiche vasche per il nuoto indoor anche un parco acquatico estivo, aperto sette giorni su sette ed inaugurato nella stagione 2012 dopo un lungo lavoro di ristrutturazione del complesso sportivo[9]

- Biblioteca civica "Luigi Carluccio"
- Bibliomediateca di Cinema e Fotografia Mario Gromo

## Street Art nel quartiere

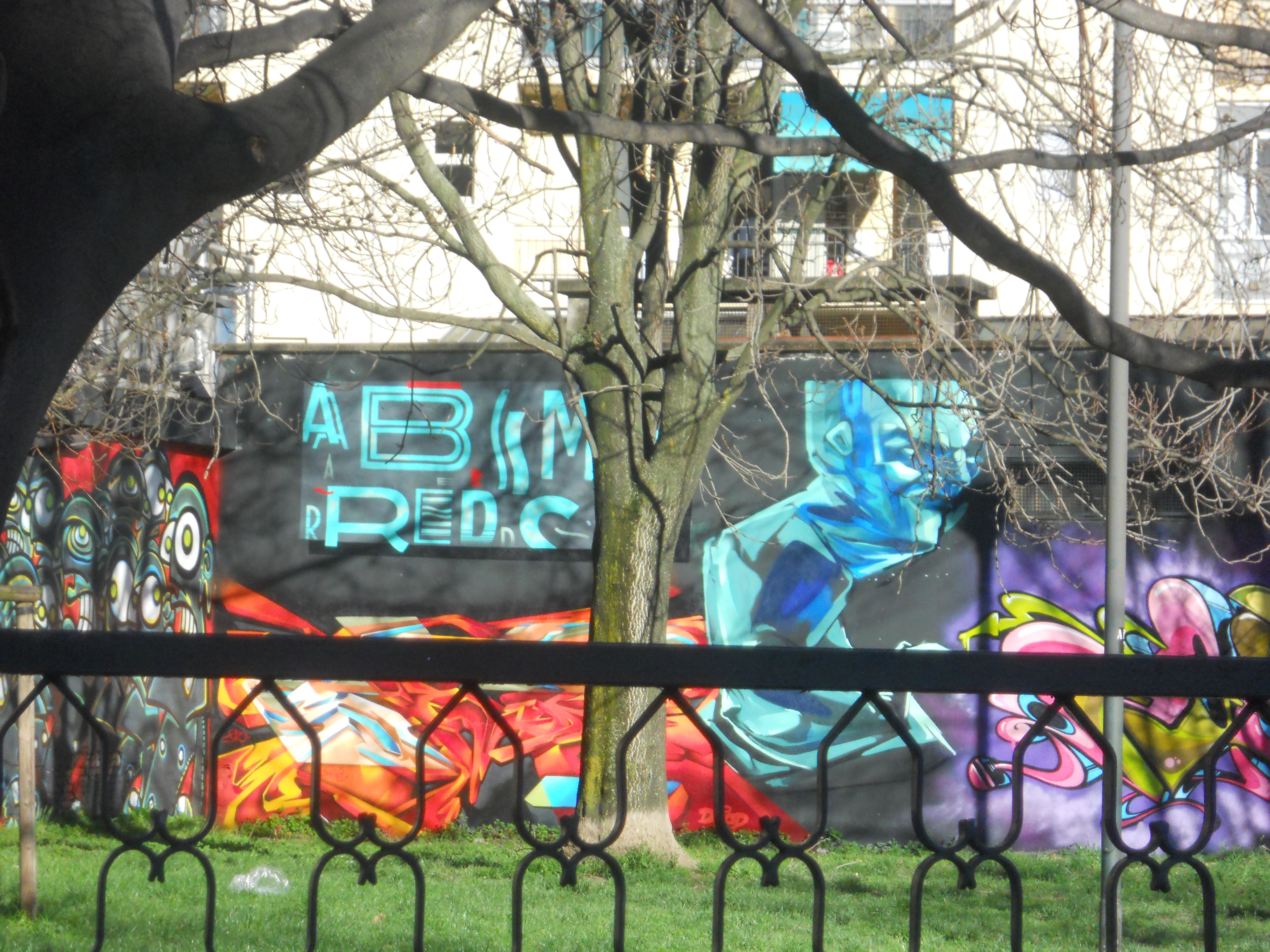
Street Art in Pozzo Strada.

La zona è interessata da alcune installazioni di "Street Art" e da disegni su edifici pubblici:
- il muro di delimitazione del giardino pubblico di Via Fattori angolo Via Arvier è interessato da una serie di opere di "Writers" torinesi, tutti restaurati nel marzo 2015[10]

- il muro della Scuola Materna "J.J. Rousseau" di Via Monte Ortigara è decorato con un "murale" a tutta altezza sulla parete esterna

- in data 26 settembre 2017 è stato inaugurato un murale dedicato a Mauro Rostagno, ucciso dalla mafia per le sue inchieste il 26 settembre 1988, situato tra via Don Michele Rua e via Vandalino, davanti al muro della chiesa di "Nostra Signora del Sacro Cuore di Gesù", realizzato da una classe quarta del "Liceo Artistico Passoni", su un bozzetto del "writer" Karim Cherif.

## Sviluppi futuri
Nei prossimi anni i territori del quartiere confinanti con il comune di Grugliasco e con Borgata Lesna dovrebbero essere interessati dalla realizzazione del Corridoio Plurimodale, ovvero una sorta di prolungamento dell'attuale corso Marche, destinato a diventare una direttrice a scorrimento veloce. Esso dovrebbe convogliare il traffico stradale e ferroviario, attraversando parte della città da Nord a Sud, secondo il piano di intervento degli architetti Augusto Cagnardi e Vittorio Gregotti, il prolungamento del corso dovrebbe diventare la parte superficiale di una serie di gallerie a più livelli sull'esempio della Spina Centrale. Il progetto prevede un livello interrato con due gallerie per il transito dei treni della prevista “gronda merci” dell'alta velocità ferroviaria (TAV) e un primo livello interrato dove sarebbe previsto il tratto di una futura "tangenziale sotterranea" di Torino, che dovrebbe collegare lo svincolo della Tangenziale Nord di Savonera allo svincolo della Tangenziale Sud del Drosso.
Nel marzo 2018 il Comune di Torino ha però operato una profonda revisione del progetto, riconoscendo le mutate esigenze ambientali ed economiche, ed operando une riduzione dei volumi residenziali e commerciali dell'area, con maggiore salvaguardia del verde pubblico.

## Galleria d'immagini

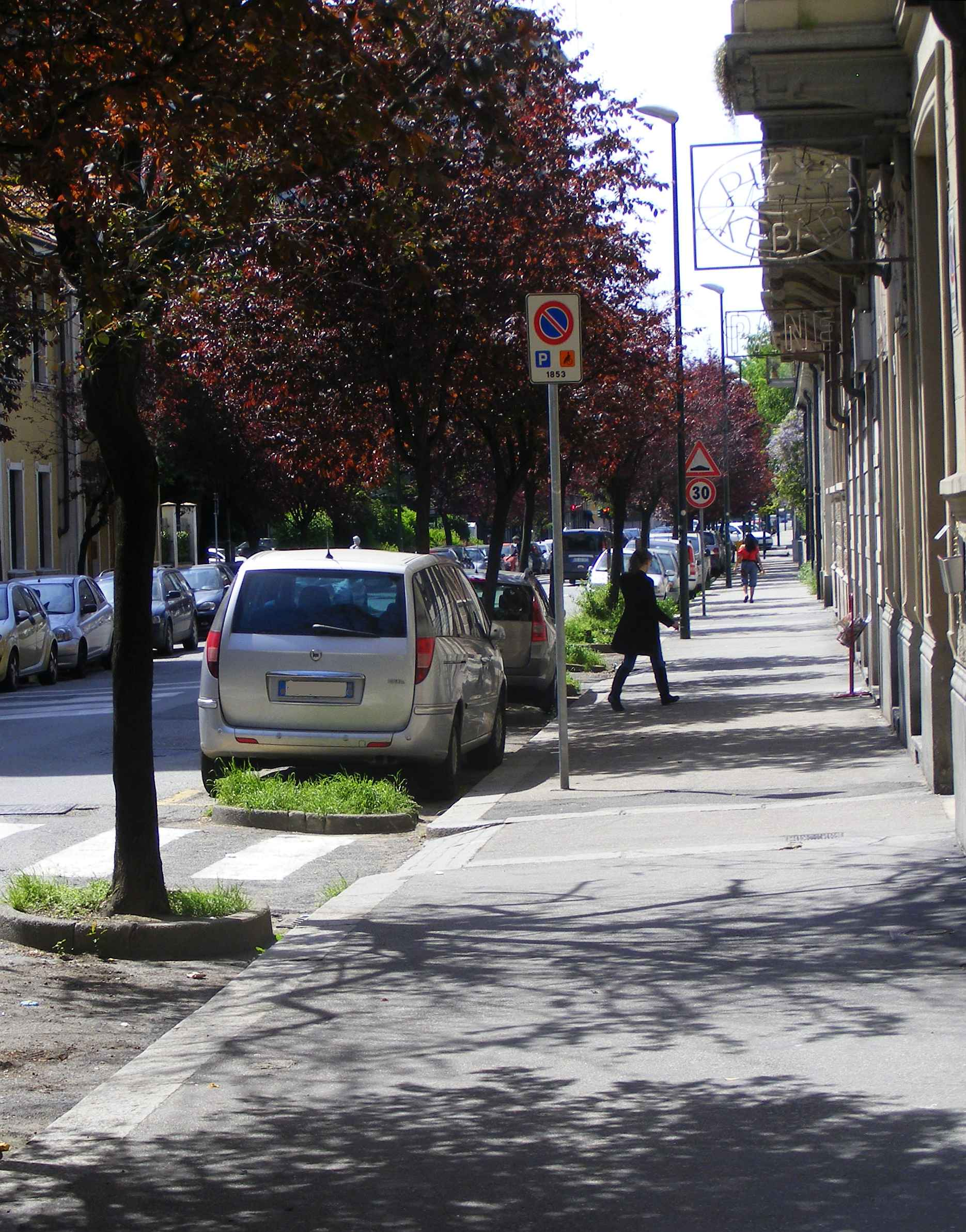
Una veduta di via Pozzo Strada.
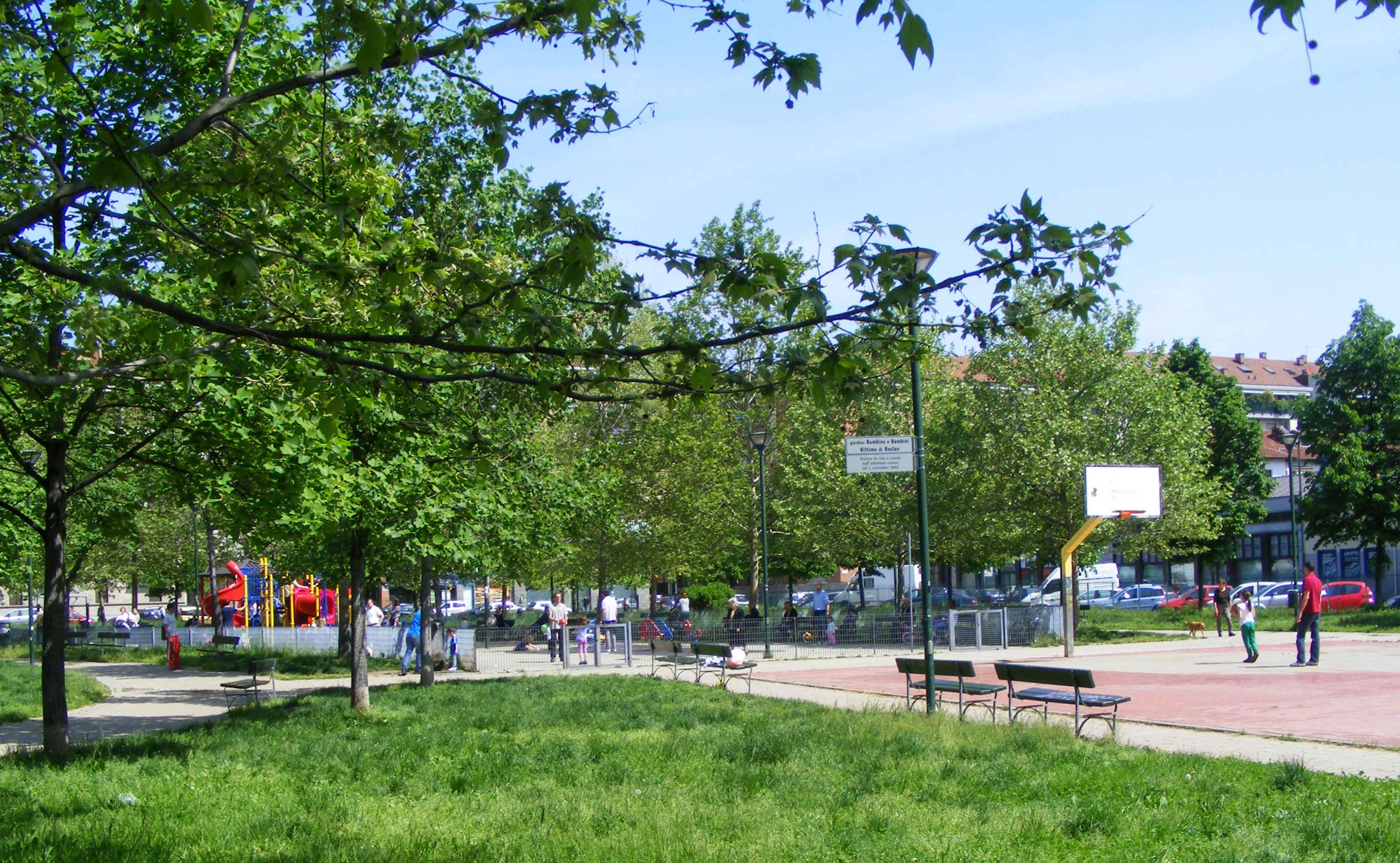
Il giardino dedicato a Bambine e bambini vittime di Beslan, realizzato dopo la bonifica dell'ex stabilimento Capamianto.
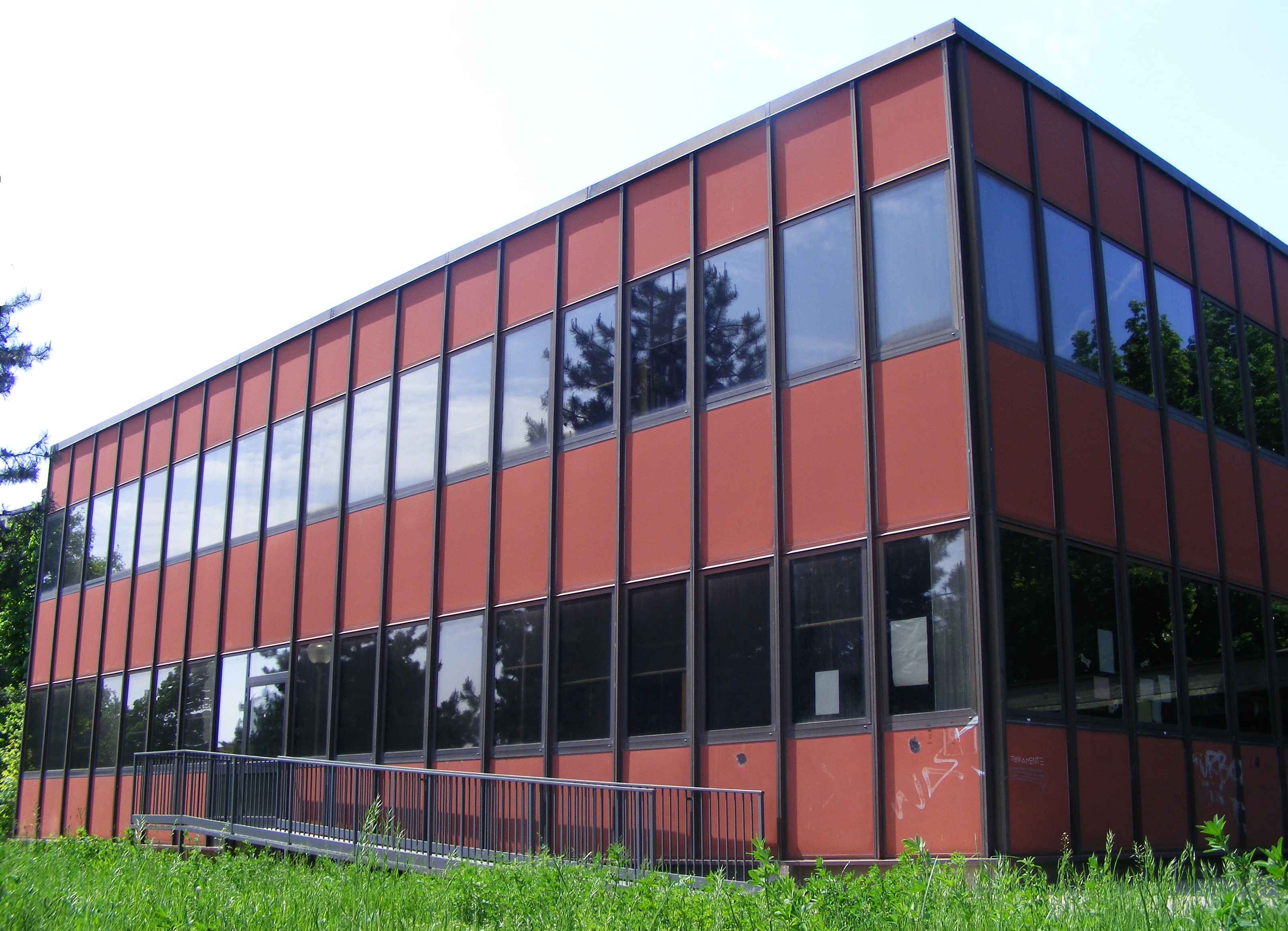
La biblioteca civica "Luigi Carluccio".
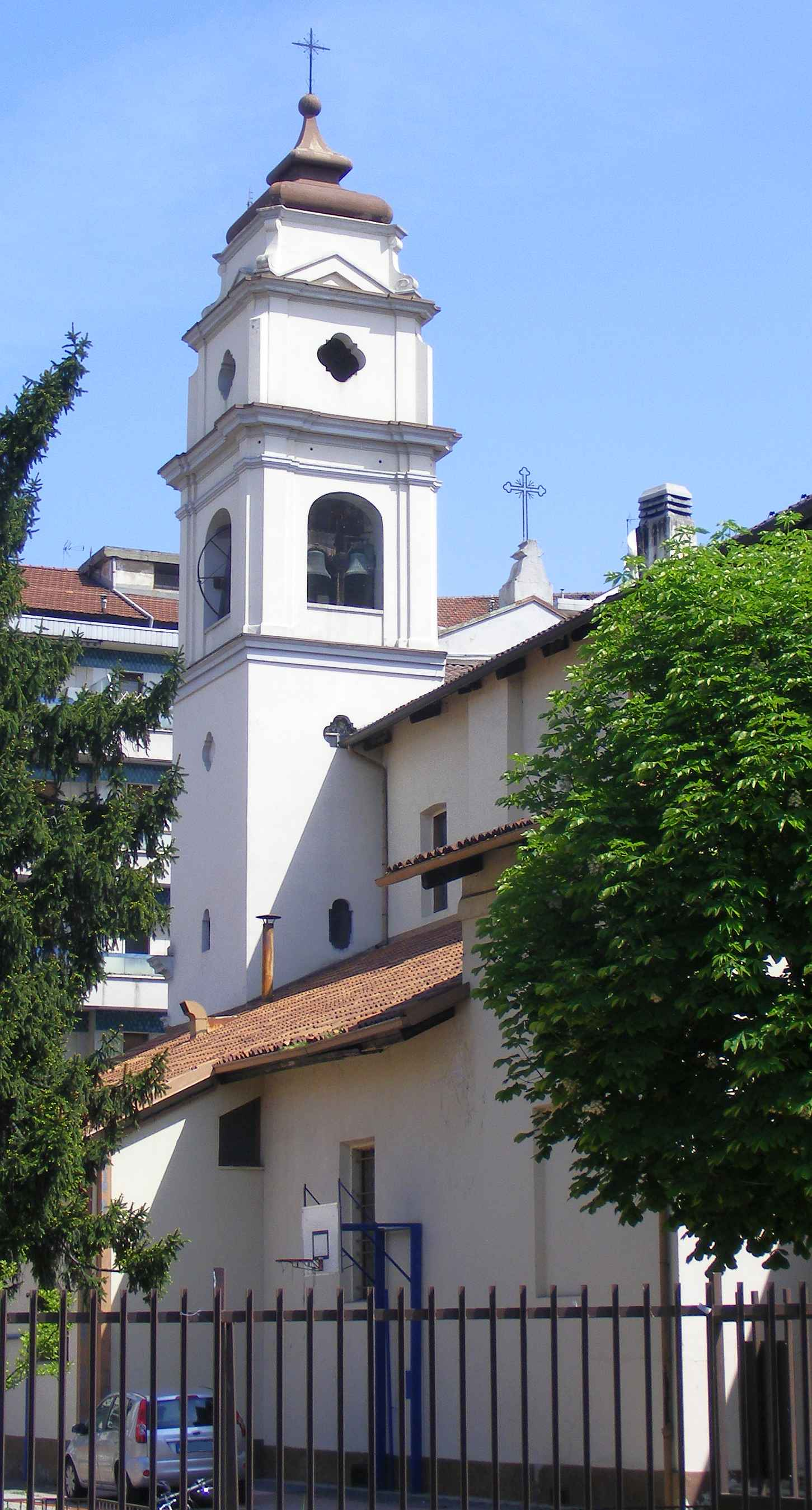
Il campanile della chiesa dalla Natività di Maria Vergine.
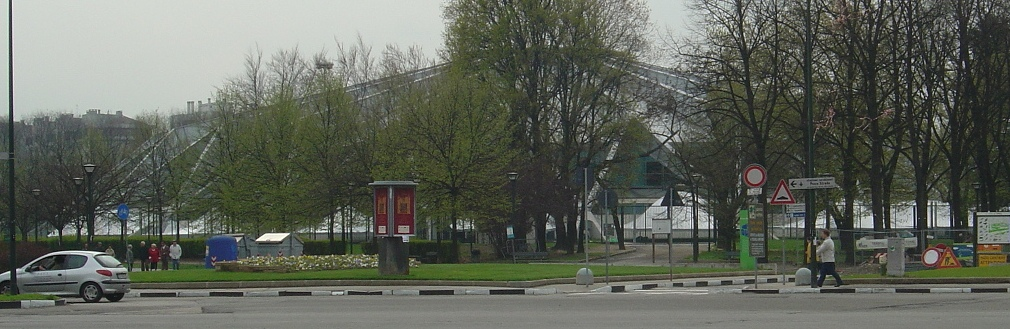
Il PalaRuffini
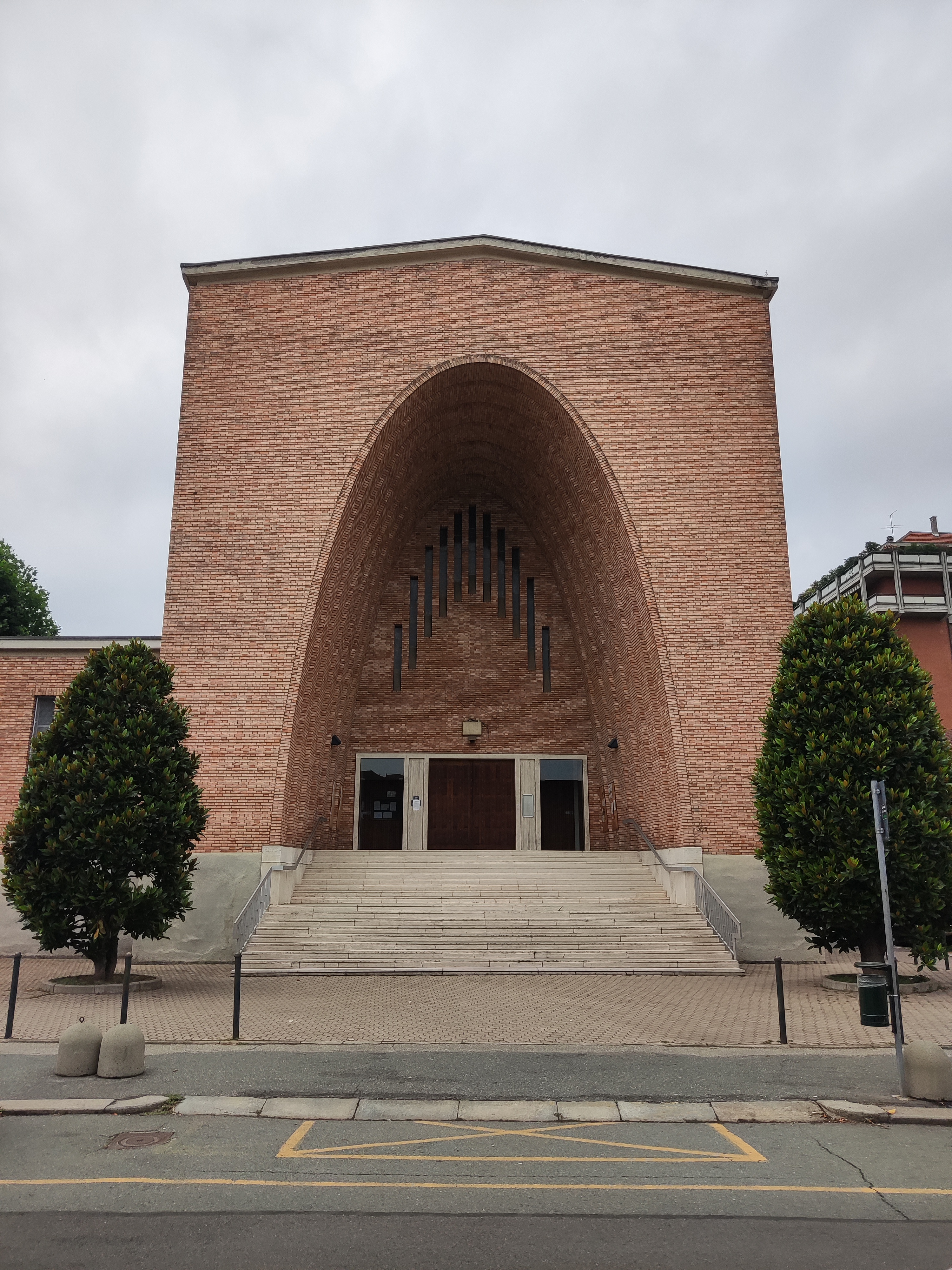
La chiesa di Gesù Buon Pastore
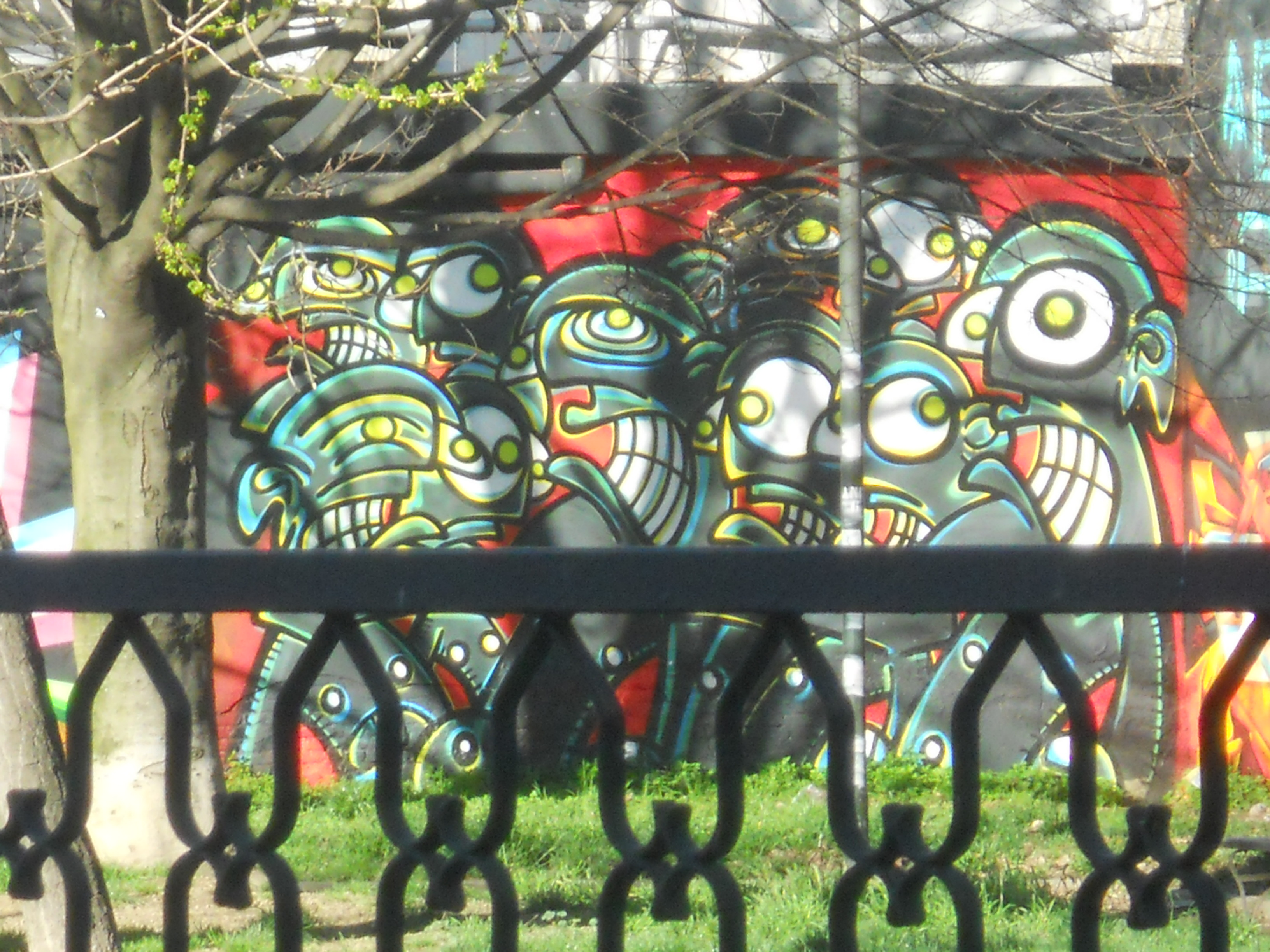
Street Art nel giardino di Pozzo Strada